# Кикулицэ, Александру
Александру Кикулицэ (рум. Alexandru Chiculiță, род.3 февраля 1961 года) — румынский фехтовальщик-саблист, призёр Олимпийских игр, многократный чемпион Румынии.

## Биография
Родился в 1961 году в Бухаресте. В 1984 году на Олимпийских играх в Лос-Анджелесе стал обладателем бронзовой медали в составе команды. В 1992 году принял участие в Олимпийских играх в Барселоне, но там румынские саблисты заняли лишь 4-е место.
В середине 1990-х завершил спортивную карьеру и перешёл на тренерскую работу. Был тренером сначала мужской, а затем женской национальной сборной.